# 关夫生
关夫生（1919年12月—2009年），原名关福深，男，广东开平人，中国版画家，曾任中国美术家协会理事，中国人民革命军事博物馆创作室主任。